# Mirabaï

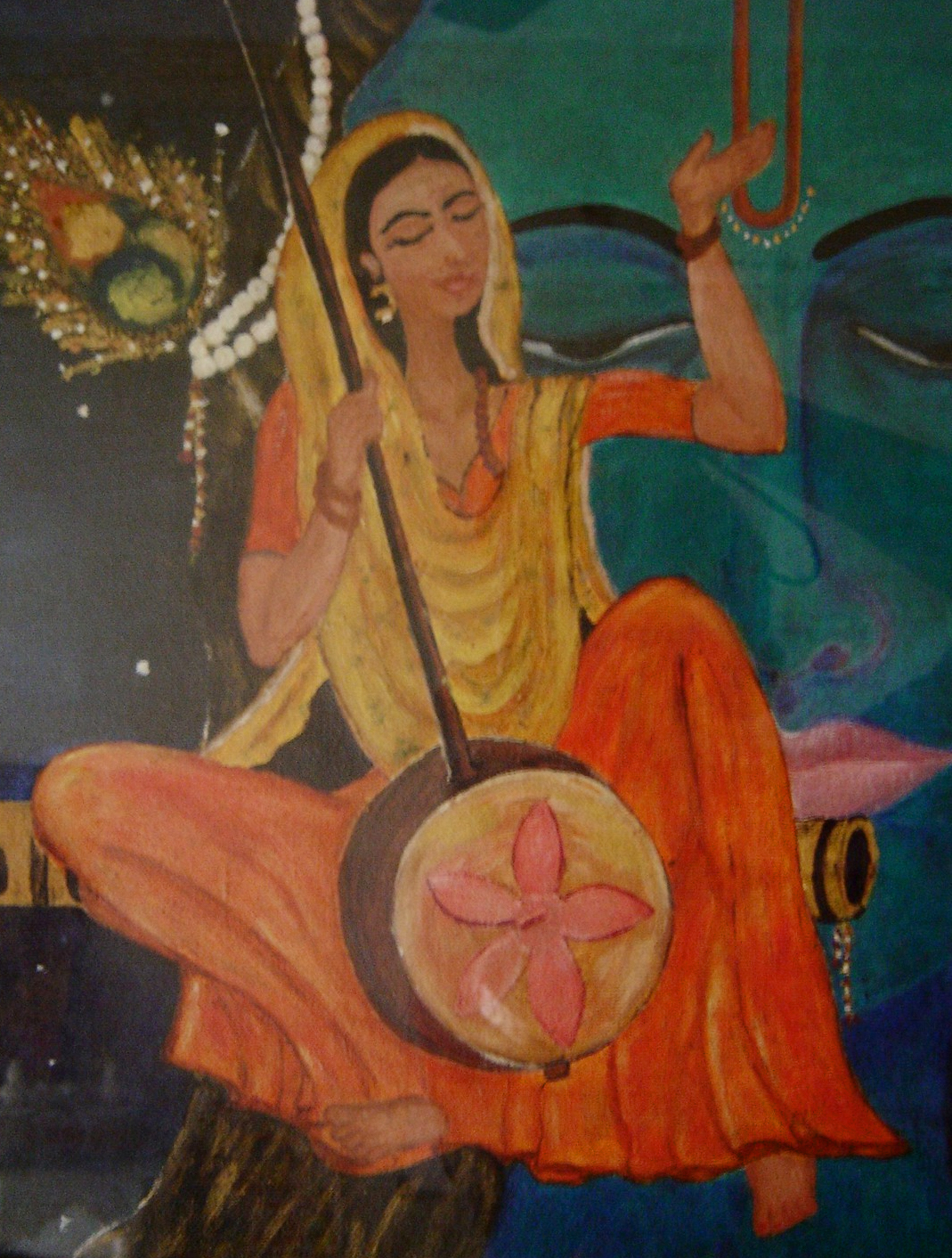
Mira Bai est une adepte de la dévotion à Krishna.

Mīrābaï, appelée aussi Sant (« sainte ») Mīrābaï ou Mīrā Bai (baï étant un terme honorifique d'adresse qu'on pourrait traduire par dame), (1498 (?) - 1546 (?)), est une poétesse hindoue, auteure de nombreux bhajans : des chants d'amour mystique qu'elle dédie à Sri Krishna ; ils s'inscrivent pleinement dans le mouvement bhakti et sont restés très populaires en Inde, en particulier en Inde du Nord.

## Biographie
La vie de Mirabaï est entourée de nombreuses légendes, tant écrites qu'orales, et les chercheurs poursuivent leurs investigations pour établir sa biographie.   
Mirabaï est née durant le règne de Sikandar Lodi (1459-1557) le sultan afghan de Delhi. Pour autant, on ne connaît pas la date précise de sa naissance. Elle aurait vu le jour vers 1498 à Merta, dans le royaume de Marwar, au Rajasthan, au nord-ouest de l'Inde. Dans un de ses poèmes, elle fait d'ailleurs référence à elle-même comme étant une mertani, autrement dit une habitante de Merta. Elle est la fille d'un seigneur rapjput, Ratan Singh Rathore, qui règne sur un petit territoire indépendant.  
À l'âge de deux ans, elle aurait perdu sa mère. Mira était probablement l'unique enfant de sa famille, et a continué à vivre avec un de ses oncles et son fils. En 1516, sa famille la marie à Bhojrâj, fils de Rana Sanga (en), le puissant prince de Mewar, et elle va vivre auprès de lui dans le fort de Chittor, dans le sud du Rajasthan. Ce mariage de la fille d'un modeste chef de clan avec un prince de plus haute noblesse peut s'expliquer par la beauté de Mirabai (selon ses contemporains) et par son éducation malgré tout raffinée du fait de sa caste, les Rathore, à quoi s'ajoutent probablement des raisons politiques.  

### Une femme au caractère trempé
Cinq ans plus tard, Mirabai se retrouve veuve. En outre, le décès de son beau-père, Rana Sanga, la prive de son précieux soutien, si bien qu'elle est livrée aux tourments que lui inflige sa belle-famille. Elle fait elle-même allusion à sa vie à Chittor une fois qu'elle est devenue veuve, et aux difficultés qu'elle a rencontrées. Cette situation peut s'expliquer par le caractère trempé et le comportement de Mirabai. C'est une femme anticonformiste, dont les aspirations religieuses cadrent mal avec les valeurs de sa belle-famille et la conception que l'on se fait d'une veuve rajput. Quant à son comportement, il est encore plus en décalage : bien que de haut rang et veuve, Mir danse, chante, fréquente des sadhus, toutes choses intolérables pour sa famille, car attentant à son honneur. Seules les femmes de basses castes se livrant à la prostitution pouvaient chanter et danser en public. À cela s'ajoute le fait que la famille de son époux suivait le culte de la déesse Durga, d'obédience shivaïte, alors que Mira avait été élevée par son oncle dans la tradition vishnouite. Enfant, elle aurait d'ailleurs reçu une statuette de Krishna (auquel, dès son plus jeune âge, elle avait été consacrée — ce qui faisait d'elle une adepte de la bhakti), et elle serait vraiment devenue amoureuse de cet objet. De fait, à Marwa, Mirabaï passe nombre de ses journées dans son temple privé consacré à Krishna, où elle reçoit sadhus et pèlerins, et compose ses chants de dévotion.  

### Tentatives d'empoisonnement et pèlerinages
Face à une telle situation, sa belle-famille aurait attenté à sa vie au moins à deux reprises. Mirabaï y fait allusion dans ses poèmes. Ainsi, elle reçoit un panier de fleurs où se cache un cobra. Mais quand elle ouvre la corbeille, c'est une image de Krishna qu'elle découvre. Une autre fois, on lui donne une coupe de poison, mais là encore, Mira l'avale sans dommage, grâce à la protection de Krishna. 
Finalement, Mirabaï quitte la cour de Merwar pour retourner à Merta. Cependant, là aussi, sa manière de vivre heurte son entourage si bien qu'elle accomplit plusieurs pèlerinages, pour finalement s'installer près de Mathura ou Dwarka — l'un et l'autre étant des hauts lieux du culte de Krishna. C'est dans la première que Krishna passa son enfance de berger  auprès des gopi, et il passe pour avoir fondé la seconde.

### Disparition
En 1546, Udai Singh II, maharana d'Udaipur (ou Mewar) aurait envoyé une délégation de brahmanes pour convaincre Mira de revenir à Mewar. Hésitante, elle demanda à pouvoir passer la nuit dans le temple de Ranchorji (Krishna) mais quand on vint la trouver au matin, elle avait disparu. La légende veut qu'elle ait été miraculeusement absorbée par statue de Krishna dans le temple, atteignant de cette manière l'union parfaite et complète avec le dieu.

### Autre version de la vie
Noble originaire du Mewar (Rajasthan), Mirabaï naît et vit à Bajoli, une ville proche de Nagaur jusqu'à ses 8 ans, l'âge où elle perd sa mère. Elle est rapidement envoyée à Merta, une province voisine où réside son grand-père. Elle passe ses dix premières années dans son royaume avant d'être mariée au fils du maharaja de Chittor. Mirabaï, ne vivant que pour son dieu, Krishna, ne lui donne jamais d'enfant, mais l'aide à devenir un souverain vénéré. Cependant le maharaja est assassiné par un de ses fils (né d'une autre épouse du roi) pour prendre sa place sur le trône. Mirabaï refuse alors de suivre son époux sur le bûcher funéraire où les épouses de maharaja doivent s'immoler vivantes, selon la tradition de la sati.
L'usurpateur enferme Mirabaï dans un palais, d'où elle s'échappe, accompagnée d'une servante, pour courir les routes du pèlerinage vers Dwarka, ville sainte du Gujarat dédiée à Krishna qui en aurait été le roi. Des foules de plus en plus nombreuses suivent la princesse mendiante qui chante son dieu, et la renommée de Mirabaï parvient ainsi aux oreilles de l'empereur Akbar. Celui-ci tient à tout prix à la rencontrer. Akbar parvient donc jusqu'à Mirabaï, qui refuse de devenir l'une de ses épouses, un symbole, comme le veut l'empereur. Il rentre à son palais et apprend peu après que Mirabaï a disparu.
On dit qu'elle est partie rejoindre son dieu, car tout ce qu'on retrouve d'elle est son voile, posé sur la statue de Krishna devant laquelle elle prie. Mais on dit aussi qu'un yogi l'a aidée à partir et a fait croire à sa disparition pour que Mirabaï puisse continuer son pèlerinage loin des foules. « Libre, ainsi va Mirabaï » 

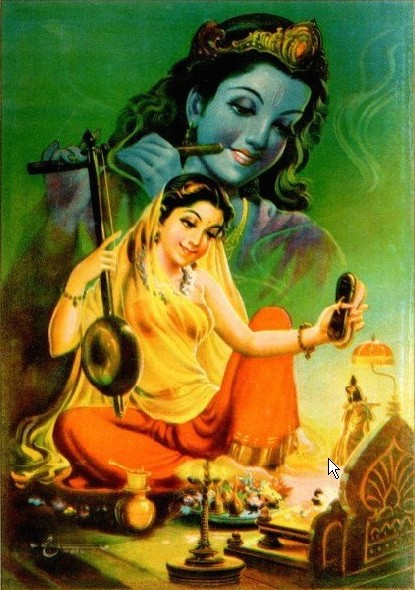
Mirabai avec, derrière elle, Krishna. Peinture de Ravi Varmâ.
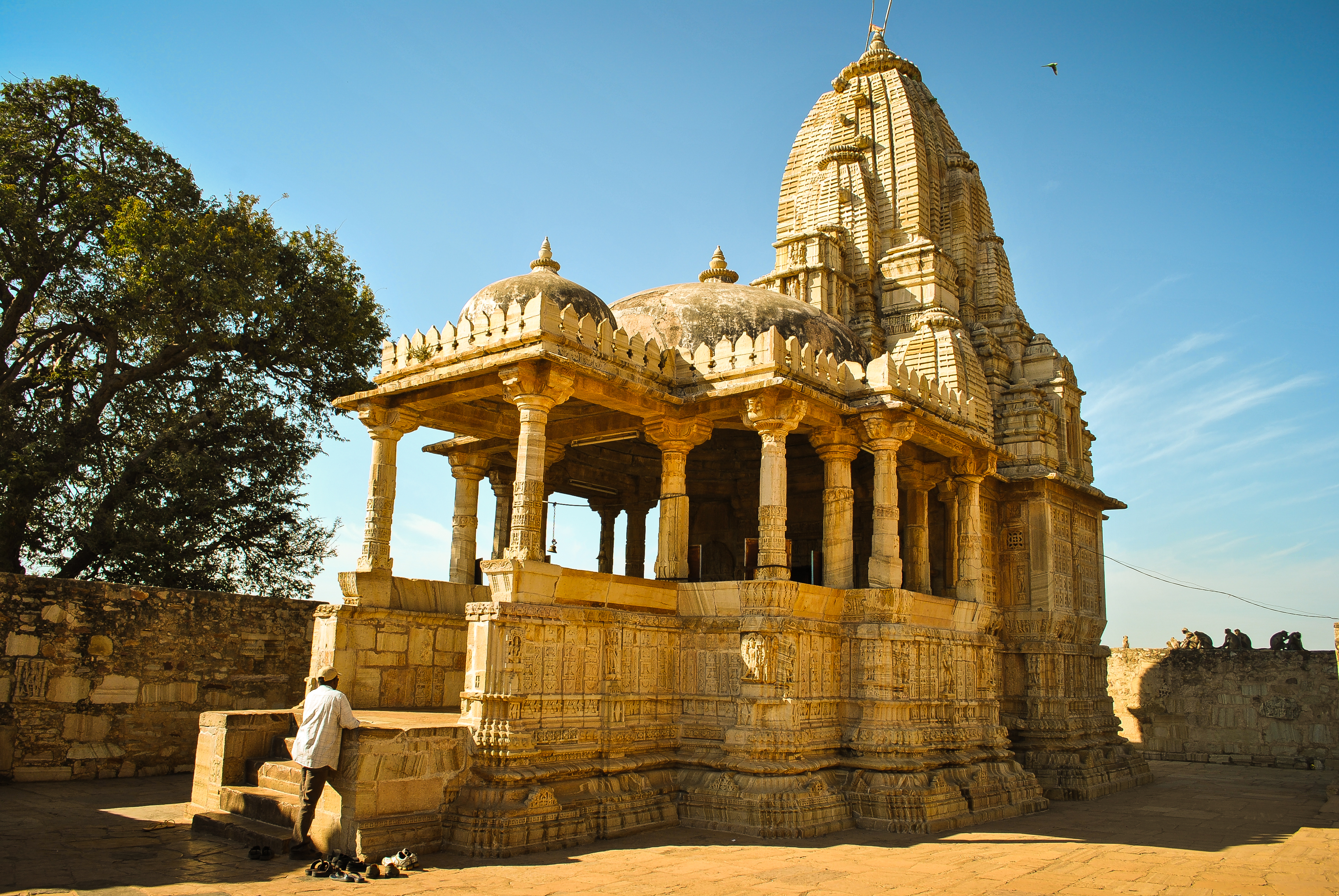
Le temple dédié à Mirabai dans le fort de Chittore.
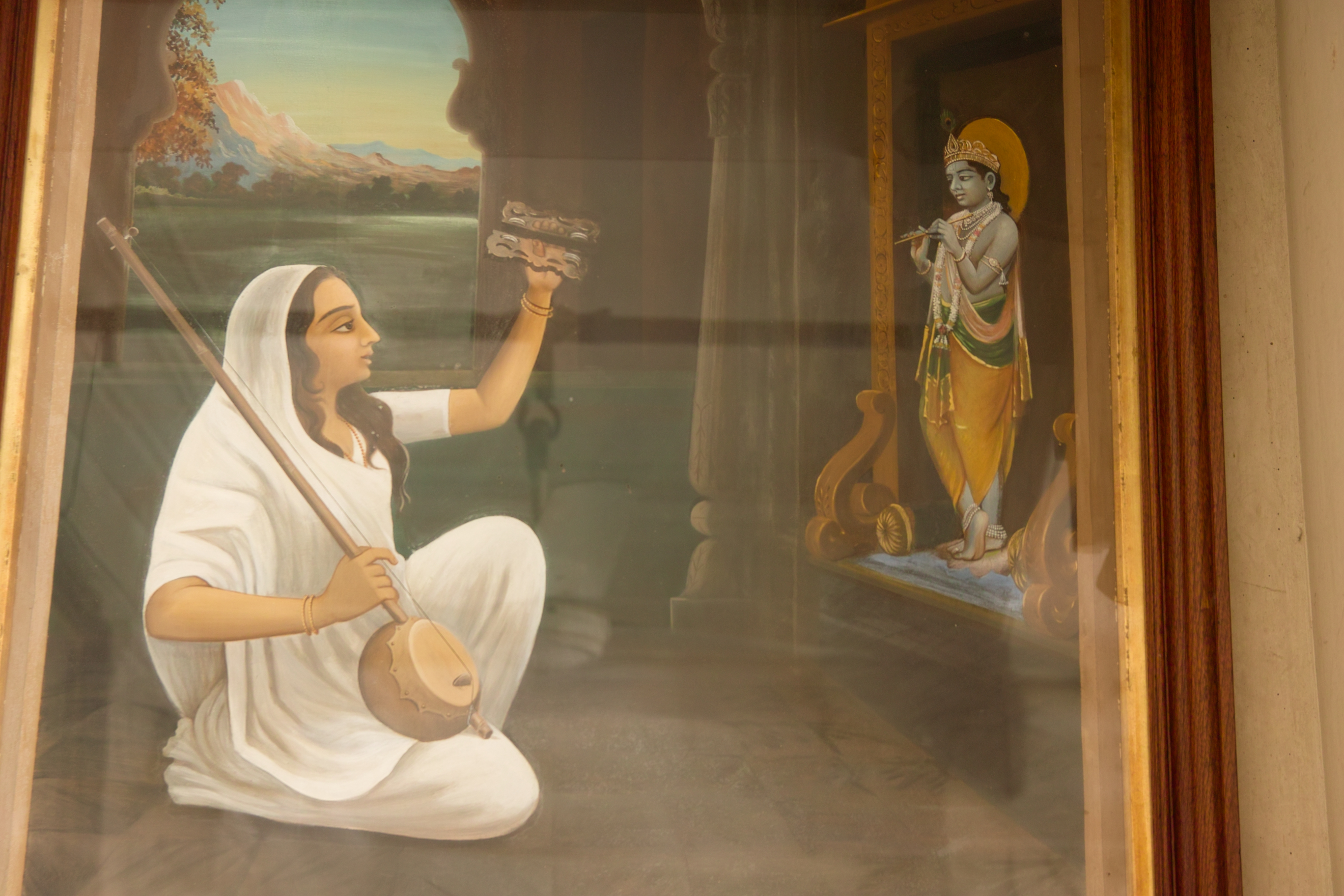
Mirabai présente à Krishna la statuette du dieu qu'elle aurait reçue dans son enfance.

## Traductions
- Mira-Bai : Femme, sainte et poétesse du Rajasthan - 108 chants d'amour  (trad. introduction et notes de Patrick Mandala), Paris, Librairie orientaliste Paul Geuthner, 2011, 212 p. (ISBN 978-2-705-33831-2)
- [Balbir 1979] Chants mystiques de Mīrābāī  (trad. de l'hindi et commenté par Nicole Balbir), Paris, Les Belles Lettres, coll. « UNESCO d’œuvres représentatives / Série Indienne », 1979, xxxii+58 (ISBN 2-251-35324-0).
- (en) The Devotional Poems of Mirabai  (translated with introduction and notes by Anthony John Alston), New Delhi, Motilal Banarsidass, 1982 (1re éd. 1980), 154 p. (ISBN 978-8-120-80441-8)

### Ouvrages
- Catherine Clément, La Princesse mendiante, Éditions du Panama, 2007.  (ISBN 2755701668)
- [Hawley 2004] (en) John S. Hawley & Mark Juergensmeyer, Songs of the Saints of India, Delhi, Oxford University Press India, 2004, rev. ed. (1re éd. 1988), 244 p. (ISBN 978-0-195-69420-8), p. 119-140
- [Hawley 2005] (en) John S. Hawley, Three Bhakti Voices: Mirabai, Surdas, and Kabir in Their Times and Ours, Delhi, Oxford University Press India, 2005, 439 p. (ISBN 978-0-195-67085-1, présentation en ligne), p. 1-86 + 87-178

### Articles
- Françoise Mallison, « Sūr-Dās et la littérature krishnaïte hindī en braj », dans Pierre-Sylvain Filliozat, Dictionnaire des littératures de l'Inde, Paris, PUF, coll. « Quadrige », 2001 (1re éd. 1994), 379 p. (ISBN 978-2-130-52135-8), p. 316-319
- (en) Madhu Kishwar & Ruth Vanita, « Poison to Nectar: The Life of Mirabai », India International Centre Quarterly, vol. 19, no 4,‎ hiver 1992, p. 65-75 (lire en ligne)
- [Gricourt 2013] Marguerite Gricourt, « Mîrâ Bâî », dans Audrey Fella (Dir.), Dictionnaire des femmes mystiques, Paris, Laffont, coll. « Bouquins », 2013, 1087 p. (ISBN 978-2-221-11472-8), p. 731-735

- VIAF
- ISNI
- IdRef
- GND
- Japon
- Suède
- Tchéquie
- Portugal